# Sant Agustí de Lluçanès
Sant Agustí de Lluçanès település Spanyolországban, Barcelona tartományban. Lakosainak száma 108 fő (2024).

## Földrajza
Sant Agustí de Lluçanès Alpens, Sora, Sant Boi de Lluçanès, Perafita és Lluçà községekkel határos.

## Népesség
A település lakosságának változását az alábbi diagram mutatja:
| Lakosok száma | 124  | 284  | 288  | 183  | 130  | 103  | 101  | 91   | 85   | 108  |
|               | 1717 | 1887 | 1936 | 1960 | 1986 | 2004 | 2009 | 2014 | 2019 | 2024 |